# 水道橋博士
水道橋博士（すいどうばしはかせ、1962年〈昭和37年〉8月18日 - ）は、日本のお笑いタレント、YouTuber、漫才師、著作家、政治家。元参議院議員（1期）。
元お笑いコンビ浅草キッドのツッコミ担当。株式会社TAP所属。岡山県倉敷市出身。本名は小野 正芳（おの まさよし）。

## 来歴

### 生い立ち
岡山県の紙問屋の次男として生まれる。母方の祖父は中国銀行の副頭取まで登りつめた銀行家であり、勇退後は岡山国際ホテルなどで要職を歴任。
金銭面に困らず、成績の良い優等生だった。岡山大学教育学部附属中学校に進学。しかし周りは優等生ばかりで、勉強する意欲が起きなくなり落ちこぼれる。中学の同級生に甲本ヒロト（ザ・クロマニヨンズ）、オウム真理教の中川智正がいる。
中学時代に竹中労の著作を読んだことで、ルポ・ライターに憧れる。また、ブルース・リーや『空手バカ一代』などに大きな影響を受ける。
その後、岡山県立倉敷青陵高等学校に入学。15歳から16歳で過敏性大腸症候群を患い、一年留年を経験している。

### たけしに弟子入り
18歳の高校2年生の時に開始された『ビートたけしのオールナイトニッポン』（ニッポン放送）を聴き始めてビートたけしに心酔し、放送内容を全てノートに書き起こし研究した。高校卒業後（および在学中）、師事先を長谷川和彦かビートたけしで悩むも「とにかくビートたけしに会えば何か展望が開けるに違いない」と漠然とした目的と何ら具体的な計画のないまま上京を目指し、たけしと同じ学校でないとだめだと必死で勉強し、たけしの母校である明治大学経営学部に入学。しかし大学になじめず、わずか4日しか通わず単位を取得せずに4年間、パチンコとアルバイトに明け暮れた。
その後、1986年にたけしの追っかけを7か月続けた。『オールナイトニッポン』を放送する深夜のニッポン放送前に通い詰め、企画書などを渡した結果、たけしから「面白いじゃないか」と連絡があり、他の追っかけ10人と共にたけしに弟子入りを認められる。

### 浅草キッド結成
その後、浅草フランス座で修業を積み、翌1987年に玉袋筋太郎と浅草キッドを結成。上京がほぼ逐電に近いかたちだったため、帰郷するよう説得するべく親が東京に訪れるが、ことごとく拒否する。
たけし軍団がフライデー襲撃事件を起こして謹慎中だった頃、居酒屋で喧嘩をして相手を殴り、その際の示談金600万円をたけしから借金した。その後、借金を「年貢」と称して徐々に返済し、完済した。きちんと返す者はあまりいなかったため、たけしから誉められた。

### 1990年代
1996年10月に、運転免許証をお笑いのネタで不正取得した事件で書類送検された（詳細は#運転免許証不正取得事件）。その結果、4か月の間、謹慎・芸能活動自粛をした。謹慎期間中の1997年にパソコンとインターネットを独学で習得し公式サイト『浅草キッドのKid Return』を開設。公式ホームページの開設は芸能人の中で早い部類に入る。「面倒臭いからいつやめるかわからない」としていた日記『博士の悪童日記』もほぼ欠かさず毎日更新し、ブログが世間に浸透し始める頃には従来のログを移行。2007年時点で「芸能人ブログの最長記録を持つのは10年間毎日書きつづけている自分である」と自負しているほどである。2009年9月30日放送『シルシルミシル』の「芸能人ブログのお初」にて日本初の芸能人ブロガーと認定された。

### 2000年代
2002年に12歳年下の一般人女性と結婚。現在は3人の子供がいる。伊集院光など昔から仲の良い芸能人の話では、「女に飢えていておかしくなりそうな時期もあった」とのことである。長男の名前に『たけし』と名づけ、師匠であるビートたけしの前でネタにし「ふざけんなコノヤロー!」と冗談交じりに言わせたことがあった。また、娘の名前は高田文夫にあやかり、『文（ふみ）』である。（次男の名前は「あきら」。）
2004年、浅草キッドの名義で著した『お笑い男の星座2』が大宅壮一ノンフィクション賞にノミネートされ、ライターとしても評価を受ける。思春期の頃から竹中労に憧れ、ゴーストライターを使わず、全ての原稿を自分で執筆。ルポライター芸人の異名を取る。単独著の『博士の異常な健康』『筋肉バカの壁』も12万部の好セールスを記録している。番組で共演していた石原慎太郎から文体を、三島由紀夫の影響を受けていると指摘されているが、水道橋自身は三島を読んだ経験はない。
2000年代頃からは単独でコメンテーターとしても活動している。

### 2010年 - 2021年
2013年6月15日、レギュラー出演している『たかじんNOマネー〜人生は金時なり〜』で当時大阪市長の橋下徹が出演した際、「視聴者は冷静だな。小金稼ぎのためのコメンテーターとは違う」と橋下が発言したことに対して、生放送中にもかかわらず「今回で番組を降ろさせてもらいます」と途中降板する一幕があった。これは、橋下徹自身がかつてTBSテレビ『サンデー・ジャポン』の放送中に突然降板宣言をしたことがあり、それを踏まえた上の受け狙いで、理由はなんでもよかったといい、橋下が発言した「小金稼ぎのためのコメンテーター」という言葉を無理やりもってきて、番組中に怒りスタジオを退出した。ただし、この受け狙いは、本人の意図から外れ、世間からは顰蹙を買い、家族からも「おもしろくない」と不評で、妻からは「あなたがしていることは受けているんじゃない、気を使って笑われているだけ」と酷評されたとのちに述べている。
2017年4月より京都造形芸術大学の客員教授に就任。
2018年11月9日、過労による体調不良のため休養することを発表。以後仕事はせず、Twitterも休止状態にあったが、2019年に入り橋本治や岡留安則の死を悼むツイートを行うなどしている。
2020年、玉袋がTAPを退社した為、現在コンビとしての活動は休止状態にある。

### 2022年 - 2023年
2023年、心身の不調につき休職していたが、7月より仕事復帰する。

### 参議院議員
2022年4月15日、日本維新の会代表の松井一郎から水道橋の事務所宛てに、名誉棄損で550万円の損害賠償を求める訴状が到着。同年5月15日、松井は上京。日本維新の会が次期参院選・東京都選挙区に擁立した候補のための遊説を行った。水道橋は松井を「突撃撮影」するため、演説が行われた新宿と銀座に向かう。
演説終了後、同行したジャーナリストの及川健二から「山本太郎が溝の口駅で演説しているから行こう」と誘われ、電車に乗って溝の口駅で開催されたれいわ新選組の青空集会に参加した。代表の山本に「スラップ裁判」に関する質問をすると、山本から選挙に出たらどうかと提案される。水道橋が未成年の子供を3人抱えているため供託金を払うお金がないと答えると（参院選は選挙区が300万円、比例区が600万円）、山本は「うちが出しますので、うちから出てください」とその場で出馬要請した。集会後、反スラップ訴訟法を実現するべく出馬の意向を固めた。
正式表明前にはたけしにも報告し、たけし自身は選挙には一切関わらず、政治家である以上は師弟関係を外すもののテレビ出演等で師匠と呼ぶこと自体は構わないなどといったことが決められた（そもそもたけし自身は参議院不要の立場を取っている）。
同年5月26日、東京都内で街頭演説を行い、同年夏の第26回参議院議員選挙比例区にれいわ新選組から立候補すると表明した。なお、その際には長井秀和も応援に駆けつけた。
同年7月10日の参院選で、れいわ新選組は比例代表で2議席を獲得。水道橋は党内得票数1位（特定枠を除く）で初当選した。参議院内閣委員会、行政監視委員会、政府開発援助等及び沖縄・北方問題に関する特別委員会所属。
しかし、2022年11月に鬱病の再発に伴い休職に入る。同年10月20日を最後に議員活動を行っておらず、noteやTwitterなども同日を最後に更新を停止していた。その後、病状は改善したものの、2023年1月16日に議員辞職願を届け出て受理され、参議院議長が辞職を許可した。実質僅か3ヶ月の議員活動であった。水道橋の辞職に伴い、次点であった大島九州男が繰り上げ当選したが、山本代表は会見で残りの任期を有効に活用したいとして、大島以下得票順の名簿登載者5名（大島、長谷川羽衣子、辻恵、蓮池透、依田花蓮）を1年おきに辞職させて議員を務める方針を公表した。同月25日、休止していたTwitterを再開。

## 芸名
- 手塚治虫作『鉄腕アトム』の登場人物・お茶の水博士のパロディである。メガネを掛けた風貌が「博士」風であり、また、通っていた明治大学の最寄り駅が御茶ノ水駅であることにもちなむが、「ひとつ手前でいいや」とたけしの判断から水道橋となった[注 2]。
- 博士という芸名のためインテリジェンスな番組に出演することが多いが、学位としての博士号を持っているわけではない。水道橋本人はこの芸名をインテリっぽいイメージがあるからと嫌がっていた[36]。
- 1988年頃に浅草キッドブラザースのメンバーだった亀頭白乃介の二代目を襲名し、3ヶ月程名乗ったこともあったが、所属事務所から亀頭と玉袋のコンビでは仕事を取りにくいと言われ、定着せずに元の芸名に戻った。この亀頭白乃介の襲名披露は、1988年11月17日に師匠のラジオ『ビートたけしのオールナイトニッポン』で放送された。この芸名変更は、もともと水道橋博士という芸名を嫌がっていた水道橋が「おいしい」という判断で自ら希望して、兄弟子のダンカンに頼んで襲名が実現したものだった[37][38]。
- この「水道橋」という芸名から、プロ野球・読売ジャイアンツ（本拠地である後楽園球場→東京ドームの最寄り駅が水道橋駅）のファンと思われることがあると本人は語っている[39]。
- 芸能界の先輩・後輩関係なく、文化人からも「博士」と呼ばれている。また、水道橋の義理の弟も「義兄さん」と呼べず、芸名で「博士」と呼んでいる[40]。

## 人物
- 三人の子供がいる[41]。娘「文（ふみ）」については、「可愛いですよ」「娘の素晴らしさに。純粋に親バカになります」と語っている[42]。
- 帰省のために息子と乗った新幹線の車内で、サッカー日本代表に招集されて試合会場のある大阪へ移動中の山田直輝に遭遇し、このことがきっかけで水道橋は浦和レッズに興味を持った[43]。
- アントニオ猪木の大ファンで、2002年に猪木のイベントを観戦しに行った際に、目が合った瞬間にいきなり平手打ちされ、その場で倒れてしまったこともある。猪木、村松友視、古舘伊知郎の「御三方の言葉には影響を受けまくりました……」[44]とのこと。
- うつ病の再発による長期休養、入院生活で、老後資金をほとんど使い果たしてしまったという。三人の子供の学費のために家計は手一杯（「自宅も売る方針だったくらいギリギリ」）と語る[45][46]。
- 中学校の同級生だった甲本ヒロトとは友人といえる間柄であり、家族同士の付き合いをしていると本人は言う[47]。
- 岡大附属中学では中川智正（のち死刑囚）と同期生であった。メディア報道で中川がオウム真理教の幹部となったことを知ると共通の友人に連絡を入れた。しかし、友人もまたオウムの在家信徒になっており、逆に水道橋も勧誘を受け、住所を訊かれるととっさに身代わりとして、江頭2:50の住所を教えている[48]。なお、水道橋博士は、自身のTwitterアカウントに於いて、「公人になろうとしているので真実を語りますが、エガちゃんとオウムの話は基本、ボクたちが漫才のため、そして本のために作った作り話ですよ。」と記述している[49]。
- 妻の実家は愛知県大府市内でウナギを中心とした会席料理『味三昧みかど』を経営している[50]。
- 宅地建物取引士。明治大学を中退したことで親から資格を取るように言われて、半年の勉強で試験に合格[13]時折テレビ番組の不動産特集に解説者として出演することもある[51]。
- 橋下徹を批判している。著書で橋下による阿川佐和子に対してのセクハラ発言を紹介したことがある[52]。

## 政策・主張

### 重視する政策
- 反スラップ裁判の法制化を主張している。政府や大企業など一部の権力者が不都合な言論や、自身を批判した相手に威圧目的で起こす「スラップ裁判」が横行しているとし、米国の複数州のようにスラップ訴訟を防止する制度の必要性を訴えている[53]。
- 消費税とインボイス制度の廃止を主張している[53]。
- 「文化芸術定額支援金」の創設を主張している。コロナ禍での文化芸術分野での経済的打撃は、観光、飲食など他業種と比べても変わらないほど甚大であるとし、芸術家やスタッフの生活基盤を支援するとしている[53]。

### 憲法
- 憲法改正について、2022年のNHKのアンケートで「反対」と回答[54]。
- 9条改憲について、2022年の毎日新聞社のアンケートで「反対」と回答[55]。9条への自衛隊の明記について、2022年のNHKのアンケートで「どちらとも言えない」と回答[54]。
- 憲法を改正し緊急事態条項を設けることについて、2022年のNHKのアンケートで「反対」と回答[54]。

### 外交・安全保障
- 敵基地攻撃能力を持つことについて、2022年のNHKのアンケートで「どちらかと言えば反対」と回答[54]。
- 普天間基地の辺野古移設について、2022年の毎日新聞社のアンケートで「どちらかと言えば反対」と回答[55]。
- ロシアは2022年2月24日、ウクライナへの全面的な軍事侵攻を開始した[56]。日本政府が行ったロシアに対する制裁措置についてどう考えるかとの問いに対し、2022年のNHKのアンケートで「適切だ」と回答[54]。同年の毎日新聞社のアンケートで「今の制裁で妥当だ」と回答[55]。
- 2022年6月7日、政府は経済財政運営の指針「骨太方針」を閣議決定した。NATO加盟国が国防費の目標としている「GDP比2％以上」が例示され、防衛力を5年以内に抜本的に強化する方針が明記された[57]。「防衛費を今後どうしていくべきだと考えるか」との問いに対し、2022年のNHKのアンケートで「ある程度減らすべき」と回答[54]。
- 徴用工訴訟問題や慰安婦問題などをめぐり日韓の対立が続くなか、関係改善についてどう考えるかとの問いに対し、2022年の毎日新聞社のアンケートで「互いに譲歩すべきだ」と回答[55]。

### ジェンダー
- 選択的夫婦別姓制度の導入について、2022年のNHKのアンケートで「賛成」と回答[54]。
- 同性婚を可能とする法改正について、2022年のNHKのアンケートで「賛成」と回答[54]。
- クオータ制の導入について、2022年のNHKのアンケートで「賛成」と回答[54]。

### その他
- 「原子力発電への依存度を今後どうするべきか」との問題提起に対し、2022年のNHKのアンケートで「下げるべき」と回答[54]。
- アベノミクスについて、2022年の毎日新聞社のアンケートで「評価できず、見直すべきだ」と回答[55]。
- 国会議員の被選挙権年齢の引き下げについて、2022年の毎日新聞社のアンケートで「賛成」と回答[55]。

## 裁判
2022年2月、水道橋博士が自身のTwitter上で「維新の闇」「経歴ヤバすぎ」といった文言が並ぶ松井一郎大阪市長に関するYouTubeの動画のサムネイルを引用した上で、「下調べが凄いですね。知らなかったことが多いです」と投稿した。
4月15日、水道橋博士の事務所宛てに、松井側から名誉を傷つけられたとして550万円の損害賠償を求める訴状が到着した。さらに水道橋のツイートをリツイートしたTwitterユーザーに対しても訴訟を行うとも投稿した。水道橋博士は米山隆一を担当弁護士とした上で、松井からの訴訟を「スラップ訴訟」として全面的に争う姿勢を見せた。動画の内容についても「噂はありましたが裁判で無罪でした」と淡々と述べているから、そこは全然気になりませんでした。そういう噂は公人や、みなし公人の芸能人は昔からいくらでも書かれるものですから」と名誉毀損に当たらないと主張している。
5月18日には、れいわ新選組からの参議院選挙出馬を表明、「権力者の私人に対する口封じやイジメをなくさないといけない。これは「反松井一郎法」と名付けてもいい」とも発言した上で、「反スラップ訴訟法成立」を実現させたいとしている。
2023年5月16日、大阪地方裁判所（冨上智子裁判長）は、投稿が名誉毀損に当たると認定し、水道橋に110万円の支払いを命じた。水道橋博士と松井の双方が判決を不服として控訴した。同年12月21日、大阪高等裁判所（阪本勝裁判長）は一審判決を支持し、水道橋博士と松井双方の控訴を棄却した。2025年1月22日、最高裁判所2小法廷（草野耕一裁判長）は水道橋博士の上告を退け、110万円の賠償を命じた一、二審判決が確定した。

## 「阿佐ヶ谷ヤング洋品店（アサヤン）」
2021年3月18日より、阿佐ヶ谷にある阿佐ヶ谷ロフトAにて、「阿佐ヶ谷ヤング洋品店」というタイトルのイベントを定期開催している。タイトルや企画は過去出演していた「浅草橋ヤング洋品店」が元ネタであり、テリー伊藤の後輩で同番組のチーフディレクターだった高須信行をはじめ、所属事務所TAPの芸人などをメインの出演者としている。

## 運転免許証不正取得事件
- これは「運転免許証の写真を笑えるものにする」というたけし軍団内のお遊びを行った際、水道橋博士は3年に1度の免許更新を待ちきれずに紛失したと偽って免許証を1993年から1995年にかけて3度再取得。そのときに、本来は紛失したとして免許証の再交付を受けた後に紛失した免許証が見つかった場合は古い方を返納する義務があるが、それを行なわなかったため、警視庁交通捜査課により道路交通法違反で1996年10月18日に書類送検され[67]、1997年1月10日に略式起訴・罰金10万円が科された[68]。これにより1996年10月から4か月の間謹慎・芸能活動自粛を余儀なくされた[69]。返納すべき免許証を『笑っていいとも!』などいくつかのテレビ番組で披露したことで、不正が警視庁に発覚し事件に発展した。
- 免許証交付時の1か月前から風貌を変える準備をし、まるで変装したかのような写真を免許証で使っている。写真の内容は「東南アジア人（アフロヘアに口ひげ姿）」「不自然眉毛（黒ブチの真ん丸メガネ姿で本来の眉毛は剃毛し、そり残した頭髪が額のはるか上部にあってそれを眉毛に見せようとしている）」「重症患者（頭を包帯で巻き、首にはギプス）」で、この写真は1997年2月14日に「たけし弟子謹慎原因写真」と東京スポーツの1面等を飾っている。この事件は、2003年に出版した『お笑い男の星座2 私情最強編』で「変装免許証事件」と題して1章分を費やし自らネタにし[70][71]、オフィス北野ライブで「面子証事件」と命名された。
- 師匠のビートたけしは、内心では大笑いしてこの事件に喜んでいたが、おおっぴらには褒められないため、水道橋を罵倒しようとマスコミのインタビューを楽しみにしていたが、この事件についてたけしへの取材は一切なかった[72][73]。なお、水道橋が問題とされたのは、変装して写真を撮影したことではなく不正に免許証を取得したことであり、ダンカンも水道橋同様に免許証の写真を使って遊んでいたが、正規の更新時のみだったために問題とされなかった[74]。
- 博士自身は当時は過激な笑いを目指しており、自身の事件が取り上げられることを誇れる事と思っていたが、相方の玉袋も共同責任を問われ仕事がなくなり、「周囲に迷惑をかけた」と感じ自身の考えを改めた。
- 蛭子能収は玉袋から冗談で水道橋は芸能界を引退したと説明されており、それを真に受けて謹慎から復帰した水道橋に「やめたんじゃなかったの?」「やめればよかったのに」と言ったという[75]。

## 問題
- バイオラバーを愛用していると語り、応援サイトを浅草キッドの公式サイト内に作っていた[76]。応援サイト内では脳梗塞、坐骨神経痛、アトピー性皮膚炎、前立腺癌、偏頭痛、腰痛など具体的な病名を挙げ、それぞれに合わせ具体的な施術方法を説明し、バイオラバーに医療効果があるかのような宣伝をしていた[76]。
- 2022年に行われた参院選の選挙活動において、師匠であるたけしを政治利用しないと言っていたのにも関わらず、れいわの議員である大石晃子、立候補していた八幡愛と3人でコマネチをしたとしてSNSで批判された[77]とFLASHによって報道された。

## 出演
コンビでの出演は、浅草キッド (お笑いコンビ)#出演を参照のこと。

### テレビ  バラエティ・情報番組

#### 現在の出演番組
- 必見!ヒット商品研究所（テレビせとうち - テレビ東京系列）毎年年末のみの特番

#### 終了した番組・過去のレギュラー
- 情報ライブ ミヤネ屋（読売テレビ）- 月曜コメンテーター
- 博士も知らないニッポンのウラ（2007年4月1日 - 2008年12月15日、ミランカ）
- 熱血!平成教育学院（2006年10月15日 - 2011年3月20日、フジテレビ）
- 秘密のケンミンSHOW（読売テレビ）※不定期
- オジサンズ11（日本テレビ）- 全体進行 → 解答者
- 博士の異常な鼎談（2009年4月2日 - 2010年3月25日、TOKYOMX）
- ぷれサタ!（東海テレビ）- メインコメンテーター→司会
- CONTACT CAFE C（メ～テレ）- 司会
- たかじんNOマネー〜人生は金時なり〜[78]
- キャスト（2012年10月 -2015年3月 、朝日放送）
- ザ・ゴールデンアワー (TOKYO MX)
- ニッポン・ダンディ (TOKYO MX) - 金曜ダンディ
- 哲人の告白（メ～テレ）- ナレーター
- 報・動・力（2013年4月27日-2016年3月26日、KSB）
- チャージ730! → モーニングチャージ!（テレビ東京）
- 水道橋博士の80年代伝説（歌謡ポップスチャンネル）
- 水道橋博士のムラッとビンビンテレビ (CS)
- エンダン (NOTTV)
- バイキング（フジテレビ）-木曜セミレギュラー
- テレビをほめるYESTV (NOTTV)
- おはよう、たけしですみません。（2017年10月2日、4日 – 6日、テレビ東京）[79]
- ゴゴスマ〜GO GO!Smile!〜（2013年4月 - 、CBCテレビ、TBSテレビ）- 月曜レギュラー
- 知っトク地図帳（NHKEテレ）
- バラいろダンディ（2014年4月 - 2021年3月19日 、TOKYO MX）- 金曜ダンディ
- BOOKSTAND.TV（2019年10月 - 2022年5月、BS12 トゥエルビ）

### ラジオ
- 吉田たかよし プラス!（2006年4月 - 2007年3月、文化放送）- 木曜コメンテーター
- 小島慶子 キラ☆キラ（2009年4月3日 - 2012年3月30日、TBSラジオ）- 金曜パートナー
- すっぴん!（2013年4月4日 - 2014年3月20日、NHKラジオ第1）- 木曜パーソナリティー
- 北野誠のズバリサタデー（2021年4月3日 - 2022年2月、CBCラジオ）- 月イチご意見番

### テレビドラマ
- 古畑任三郎（1999年、フジテレビ系）- 大和田五郎 役
- 浅草キッドの「浅草キッド」（2002年4月26日、スカイパーフェクTV!）- 主演・ビートたけし 役
- 課長バカ一代（2020年1月12日 - 2020年3月22日、BS12 トゥエルビ）- 人事部長 役

### 映画
- SFホイップクリーム（2002年、瀬々敬久監督）- 総理 役
- 地獄でなぜ悪い（2013年、園子温監督）- オマワリ 役
- ラブ&ピース（2015年、園子温監督）- コメンテーター 役
- 福田村事件（2023年、森達也監督）- 長谷川秀吉 役[80]
- 選挙と鬱（2025年、青柳拓監督） - ドキュメンタリー映画、本人役

### 配信
- アサヤン～阿佐ヶ谷ヤング洋品店（2021年3月18日 - 、ツイキャス）阿佐ヶ谷ロフトAでの月一ライブ。緊急事態宣言などもあり、無観客配信であることも多く、博士は配信番組と位置付けている。番組名は第1回で「浅草橋ヤング洋品店」演出のテリー伊藤の許諾を得た。
- 全裸監督2（2021年6月24日 全話配信、Netflix）- 飯田橋タクシーのドライバー 役
- 街録ch〜あなたの人生、教えて下さい〜（YouTube番組）

## 著書
※浅草キッド名義での共著は浅草キッド (お笑いコンビ)#著書を参照のこと。
- 『水道橋博士の異常な愛情―または私は如何にして心配するのを止めて風俗とAVを愛するようになったか。』（プラザ、1995年11月発売）
- 『本業―タレント本50冊・怒涛の誉め殺し!』（ロッキング・オン、2005年8月1日発売）- 2010年に文春文庫から再発
  - 『本業2024』（青志社、2024年5月24日発売）[81]
- 『博士の異常な健康』（アスペクト、2006年3月20日発売）- ※2009年8月1日に「増毛版」として文庫化され再発
- 『筋肉バカの壁〔博士の異常な健康PART2〕』（アスペクト、2007年8月23日発売）
- 『藝人春秋』（文藝春秋、2012年12月発売）- ※2015年4月10日に文庫化され再発
- 『はかせのはなし』（KADOKAWA、2016年11月17日発売）
- 『水道橋博士のムラっとびんびんテレビ』（文藝春秋、2017年5月29日発売）- ※しみけんとの共著
- 『藝人春秋2 上 ハカセより愛をこめて』（文藝春秋、2017年11月30日発売）
- 『藝人春秋2 下 死ぬのは奴らだ』（文藝春秋、2017年11月30日発売）
- 『長州力 最後の告白』（宝島社、2018年7月27日発売）- ※長州力の聞き手として参加
- 『人生で必要な知恵はすべてプロレスのリングで学んだ』（文藝春秋、2018年8月10日発売）- ※棚橋弘至、ユリオカ超特Qとの共著であり、Kindle版（電子書籍）のみの発売
- 『芸人春秋Diary』(スモール出版、2021年10月18日発売)
- 『アントニオ猪木とは何だったのか』（集英社新書、2023年9月15日発売）- ※入不二基義・香山リカ・ターザン山本・松原隆一郎・夢枕獏・吉田豪との共著

## 連載
- 『水道橋博士のちんちん日記』（熱烈投稿）
- 「水道橋博士が語るはかせのはなし」（広報 東京都）
- 「週刊藝人春秋」（週刊文春）
- 「週刊藝人春秋 Diary」（週刊文春）
- 「水道橋博士のメルマ旬報」（BOOK STAND メールマガジン）編集長

## イベント

### 阿佐ヶ谷ヤング洋品店（アサヤン）
2021年3月18日から阿佐ヶ谷ロフトAやその他（浅草花やしきなど）で毎月のように開催しているイベント。
| 日付          | Vol. | サブタイトル                                                                       | ゲスト |
| ------------- | ---- | ---------------------------------------------------------------------------------- | --- |
| 2021年3月18日 | 01   | アサヤン 阿佐ヶ谷ヤング洋品店（サブタイトルなし）                                  | ルー大柴、松村邦洋、マキタスポーツ ほか |
| 4月6日        | 02   | 藝人春秋 大読書会                                                                  | 町山智浩、ダースレイダー、泰葉 ほか |
| 4月15日       | 03   | 不滅の男                                                                           | 前田日明、ターザン山本 ほか |
| 4月15日       | 04   | 地上波では見せられない新人発掘オーディション                                       | マッハスピード豪速球、エル・カブキ、トンペー、銀座ポップ、ターザン山本、よしえつねお、ドルフィンソング、ガラパゴス ほか                                             |
| 4月26日       | 05   | サクラを見る会 〜昆虫大戦争〜                                                      | 井上咲楽、堀川ランプ、うんこ・ちんこ ほか |
| 5月1日        | 06   | 義太夫語り たけし軍団伝                                                            | グレート義太夫、中込陽大（ゴメス）ほか |
| 5月10日       | 07   | 怪人・寺門ジモン一代記                                                             | 寺門ジモン ほか |
| 5月18日       | 08   | 近田春夫「電撃的東京」                                                             | 近田春夫、ダースレイダー ほか |
| 5月28日       | 09   | 西野亮廣「えんとつ町のゴミ人間」                                                   | 西野亮廣、滝沢秀一 ほか |
| 6月4日        | 10   | 口伝・明石家さんまヒストリー（エムカク）                                           | エムカク ほか |
| 6月12日       | 11   | 大好き-SEX＝愛（AV男優・しみけんの夜ヤン）                                         | しみけん、明日香ゆずな ほか |
| 6月17日       | 12   | Tシャツ大戦争（Tシャツブランド＆コレクターが大集合）                               | 渡辺純 (JETLINK)、MUNE（ハードコアチョコレート）、利根川亘（チームフルスイング）、Bro★J (Irie)、コトブキツカサ (ETM)、瀬戸芳貴 (SETOSHOP)、無法松 (KITANOBLUE) ほか |
| 6月26日       | 13   | 古舘伊知郎「6.26猪木vsアリ」45周年トークイベント                                   | 古舘伊知郎、ターザン山本、細田昌志 ほか |
| 7月7日        | 14   | 青空 球児・好児「ゲロッパ! 漫才道場」                                              | 青空球児・好児、塙宣之、U字工事、ほたるゲンジ、エル・カブキ、KITAJIMA、ドルフィンソング ほか                                                                        |
| 7月13日       | 15   | 近田春夫〜ジャニーズを語る 電撃的東京Part2 with マキタスポーツ＆中込陽大（ゴメス） | 近田春夫、マキタスポーツ、中込陽大（ゴメス）ほか |
| 7月20日       | 16   | 砲撃!!週刊文春ナイト!（柳澤健＋東野幸治）                                          | 柳澤健、東野幸治、目崎敬三（（株）文藝春秋 ノンフィクション出版部 統括次長）、中村竜太郎（元週刊文春記者）ほか                                                      |
| 7月28日       | 17   | 上を向いて歩こう!!/下流芸人の逆襲!!                                                | チャンス大城、松本竹馬、コラアゲンはいごうまん、よしえつねお ほか                                                                                                   |
| 8月4日        | 18   | [8.4 MANESHISAI] 天才・松村邦洋vs遅れてきた天才・よしえつねお                      | 松村邦洋、よしえつねお ほか |
| 8月11日       | 19   | 博士の奇妙な礼太郎 〜ドクター・ストレンジラブ〜                                    | 奇妙礼太郎、やついいちろう、中込陽大（ゴメス）ほか |
| 8月18日       | 20   | 水道橋博士生誕祭 59才 真夏の大冒険 年表の鬼!!!                                     | RAM RIDER、相沢直、原カントくん、細田昌志 ほか |
| 9月9日        | 21   | 『出禁の男』解禁〜蘇るテリー伊藤『アサヤン』伝説                                   | テリー伊藤、本橋信宏 ほか |
| 9月20日       | 22   | 世界の園子温監督「アサヤン」に降臨!!                                               | 園子温 ほか |
| 10月14日      | 23   | 「男（イケメン）はつらいよ」〜北見寛明一代記〜ドキッ!!イケメンだらけのアサヤン大会 | 北見寛明 ほか |
| 10月21日      | 24   | 「藝人春秋Diary 大読書会                                                           | 江口寿史 、矢野利裕 ほか |
| 11月16日      | 25   | 『その男凶暴につき』〜ガダルカナル・タカ一代                                       | ガダルカナル・タカ 、小林勇貴 ほか |
| 12月14日      | 26   | Netflix『浅草キッド』配信記念!! 劇団ひとり劇場!                                    | 劇団ひとり 、無法松 ほか |
| 2022年1月26日 | 27   | 和田彩花個展〜伝説の歌姫 阿佐ヶ谷に降臨〜                                          | 和田彩花 ほか |
| 2月22日       | 28   | 山本太郎vsメロリンキュー〜総決起しない集会〜                                       | 山本太郎 ほか |
| 3月23日       | 29   | 美しく生きろ！！”超歌手”大森靖子降臨                                               | 大森靖子 ほか |
| 3月26日       | 30   | 維新 vs スラップ被害者の会 総決起集〜With〜Laughで（笑）                           | 金子吉友 ほか |

### 座・対談シリーズ
2023年8月18日から高円寺パンディットや同2号店で毎月のように開催しているイベント
| 日付          | Vol. | サブタイトル                                                  | ゲスト        |
| ------------- | ---- | ------------------------------------------------------------- | ------------- |
| 2023年8月18日 | 01   | 『水道橋博士61歳〜復活＆誕生祭〜』with 吉田豪                 | 吉田豪 ほか   |
| 9月26日       | 02   | 水道橋博士 × 東出昌大『高円寺事件』〜今見たことを、伝えたい。 | 東出昌大 ほか |
| 10月16日      | 03   | 水道橋博士 × 森達也監督                                       | 森達也 ほか   |
| 11月30日      | 04   | 水道橋博士 × 東野幸治 with 吉田豪                             | 東野幸治 ほか |
| 12月13日      | 05   | 水道橋博士 × 村本大輔                                         | 村本大輔 ほか |
| 2024年1月31日 | 06   | 水道橋博士 × 東野幸治 with 吉田豪 vol.2                       | 東野幸治 ほか |